# Гінтервайденталь
Гінтервайденталь (нім. Hinterweidenthal) — громада в Німеччині, розташована в землі Рейнланд-Пфальц. Входить до складу району Південно-Західний Пфальц. Складова частина об'єднання громад Гауенштайн.
Площа — 16,90 км2. Населення становить 1572 ос. (станом на 31 грудня 2020).

## Галерея

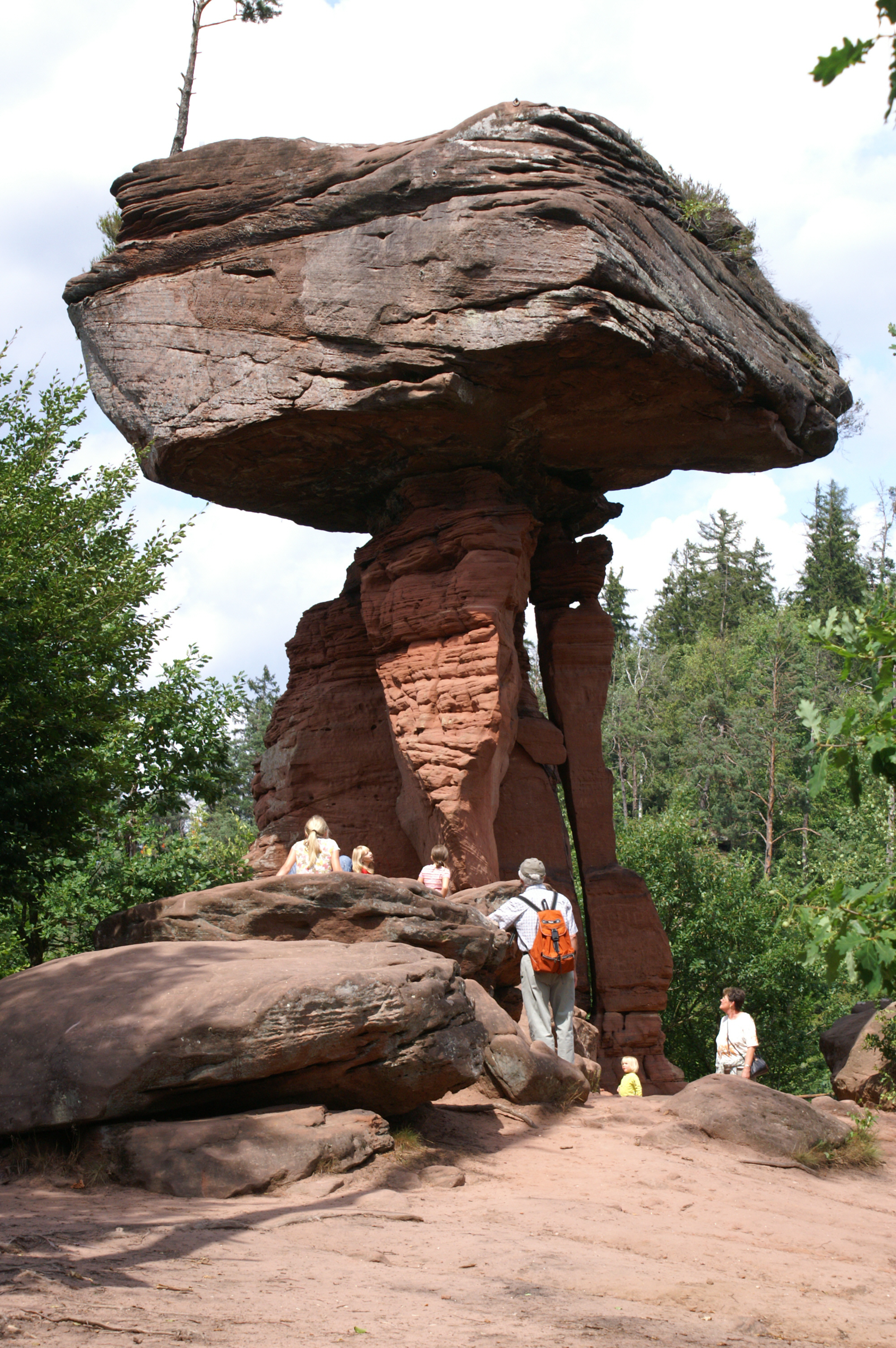
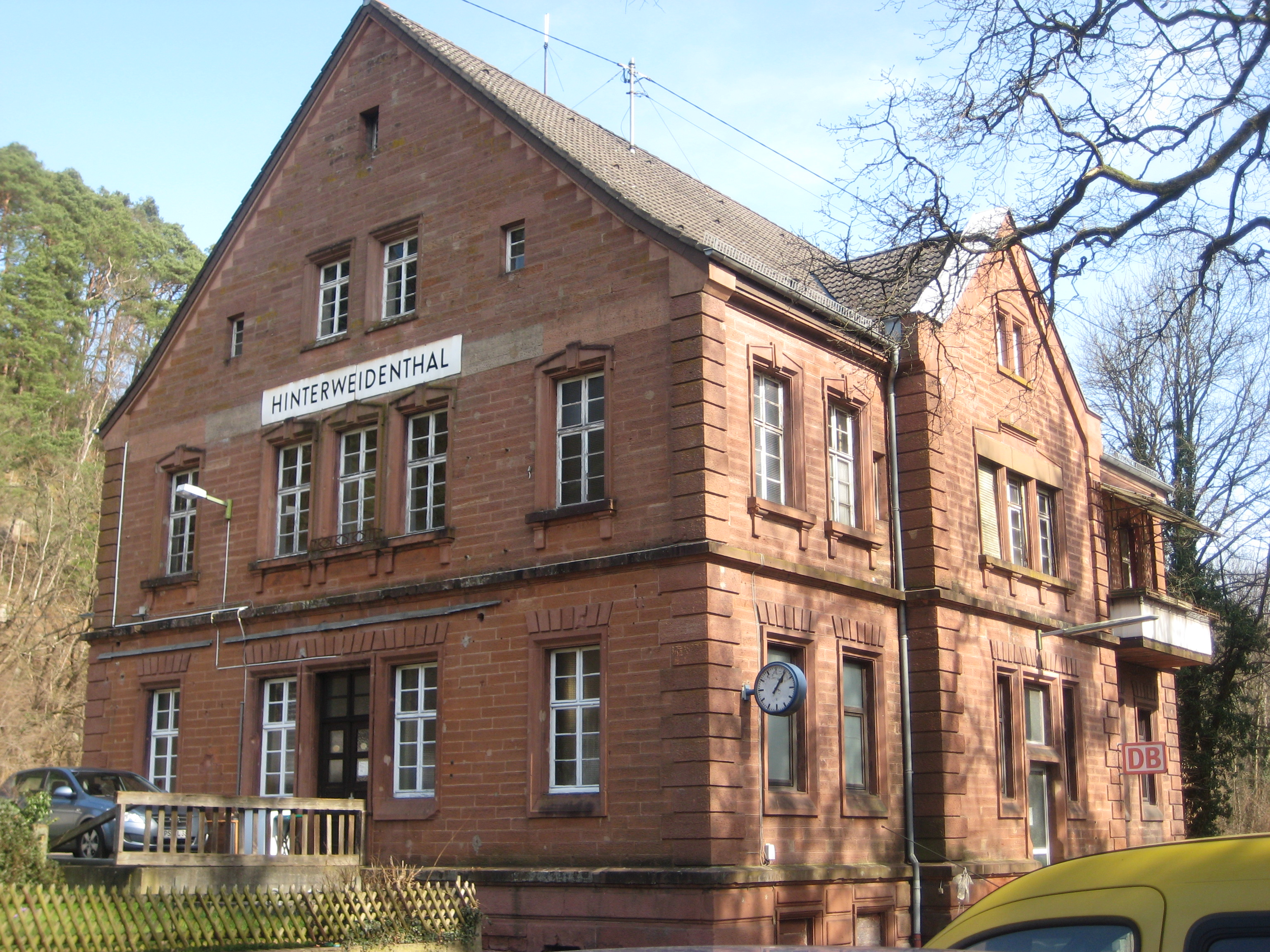
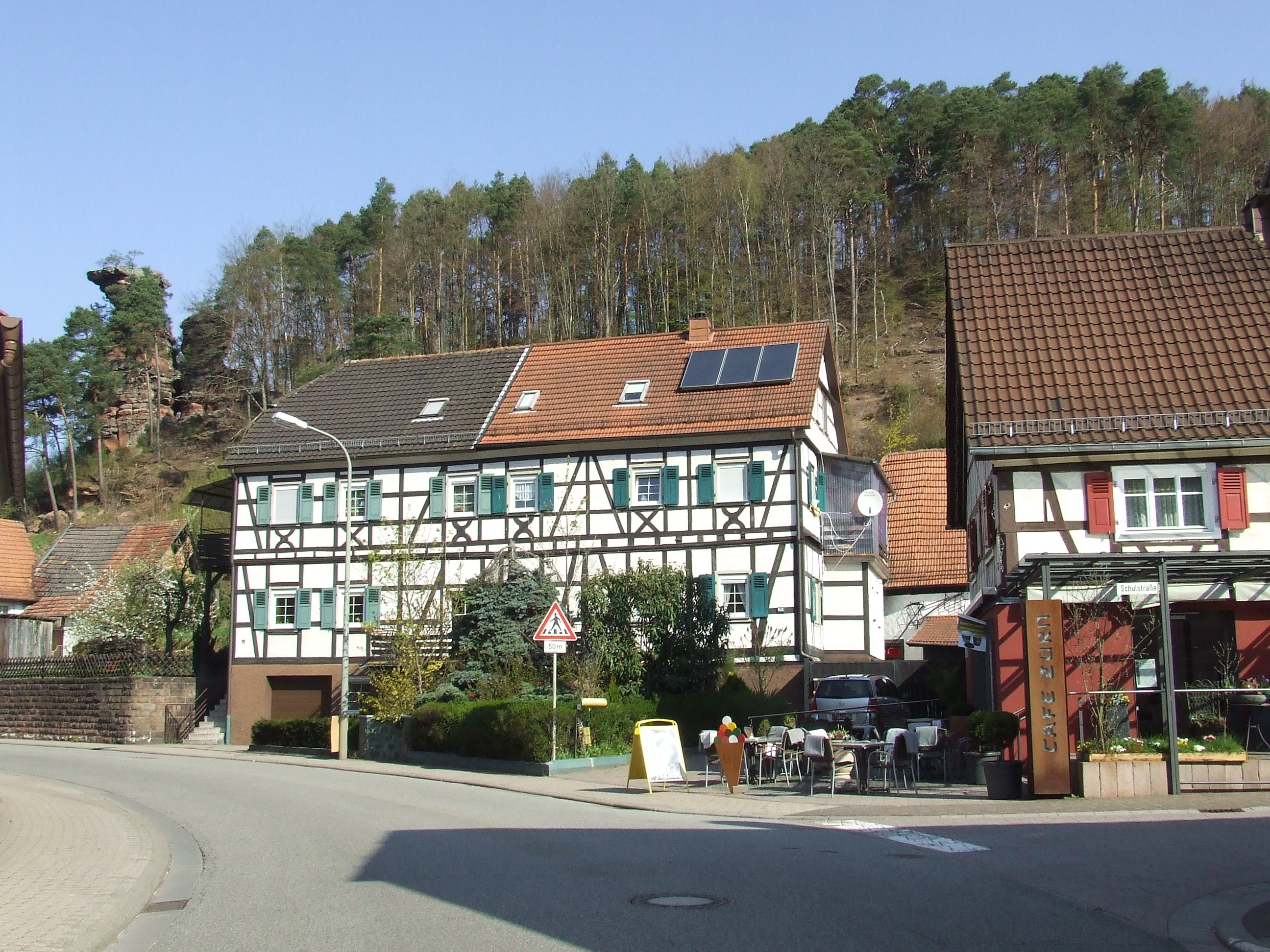